# 231346 Taofanlin
231346 Taofanlin este un asteroid din centura principală de asteroizi.

## Descriere
231346 Taofanlin este un asteroid din centura principală de asteroizi. A fost descoperit pe 10 martie 2006 la Observatorul Lulin de Hong Qin Lin și Ye Quan-Zhi. Asteroidul prezintă o orbită caracterizată de o semiaxă mare de 2,75 ua, o excentricitate de 0,15 și o înclinație de 3,3° în raport cu ecliptica.